# Islam in Europa
     <1% (Armenia, Bielorussia, Repubblica Ceca, Estonia, Finlandia, Ungheria, Irlanda, Islanda, Lettonia, Lituania, Malta, Moldavia, Monaco, Polonia, Portogallo, Romania, San Marino, Slovacchia, Città del Vaticano)
     1%-2% (Andorra, Croazia, Ucraina)
     2%-4% (Italia, Lussemburgo, Norvegia, Serbia, Slovenia, Spagna)
     4%-5% (Danimarca, Grecia, Liechtenstein, Regno Unito)
     5%-10% (Austria, Belgio, Bulgaria, Francia, Germania, Paesi Bassi, Svezia, Svizzera)
     10%-20% (Georgia, Montenegro, Russia)
     20%-30% (Cipro)
     30%-50% (Macedonia del Nord)
     50%-70% (Bosnia ed Erzegovina)
     70%-80% (Albania)
     80%-90% (Kazakistan)
     90%-100% (Kosovo, Azerbaigian, Turchia)
Secondo il Pew Research Center, l'Unione Europea conta 25,7 milioni di musulmani nel 2016, che rappresentano il 4,9% della popolazione. Se si includono anche la Russia europea e la Turchia europea, nel 2010 i musulmani erano circa 44 milioni (6% della popolazione).

## Storia
La storia dell'Islam in Europa ha radici antiche: nel corso dei secoli, a causa dello sgretolamento dell'impero romano, dell'instabilità che ne derivò e della spinta espansionistica della neonata religione islamica, a partire dall'VIII secolo, con la conquista islamica della penisola iberica, e fino alla fine del XVII secolo, il califfato omayyade prima e l'impero ottomano poi, si espansero dall'Africa e dall'Asia verso l'Europa, conquistando ampie parti del continente come Spagna, Portogallo, Sicilia, Crimea, i Balcani e l'Austria fino quasi a Vienna, controllando ampie parti del continente in maniera duratura.
I territori conquistati dagli islamici vennero nei secoli successivi riconquistati da altre nazioni europee, ma rimasero nei territori di più prolungata presenza ampi nuclei di popolazione convertita all'islam o di altra provenienza ma ormai da secoli integrata nei nuovi territori e priva di legami con quelli di lontana origine. 
A valle di ciò, nel corso del XX secolo, la religione islamica ebbe una nuova diffusione in Europa a causa di moti migratori dall'Africa e dall'Asia, in particolare verso l'Europa settentrionale e occidentale.

## Albania
L'Islam si è diffuso durante il dominio ottomano. L'Albania è l'unico membro europeo all'interno dell'Organizzazione della Cooperazione Islamica. Nell'aprile 2011 a Tirana è stata aperta la prima università islamica del Paese. Attualmente l'Islam rappresenta la prima religione con circa il 60% dei fedeli.

## Francia
L'Islam in Francia risale al periodo della Conquista islamica della penisola iberica: i musulmani arrivarono infatti ad occupare alcune città sui monti Pirenei e sulla costa mediterranea.
L'Islam moderno è nato inizialmente dal trasferimento dei Francesi nord-africani delle ex colonie, dopo la loro indipendenza. 

## Italia
La storia dell'Islam in Italia comincia nel IX secolo con la conquista della Sicilia che rimase sotto il dominio musulmano tra l'827  (inizio della conquista islamica della Sicilia) e il 1091 (caduta dell'ultima roccaforte di Noto). Anche dopo la conquista normanna, in Sicilia i musulmani rimasero molto numerosi, specie nella parte occidentale dell'isola, almeno fino alla seconda metà del XII secolo. Una piccola minoranza di musulmani continuò ad esistere anche fino al 1239, quando a seguito di alcune ribellioni furono deportati da Federico II a Lucera in Puglia, dove rimasero fino al 1300, anno in cui vennero sterminati da Carlo II d'Angiò (al quale si erano rifiutati di prestare obbedienza).
In epoca moderna, la presenza islamica in Italia è quasi inesistente fino agli anni '60, quando iniziarono ad arrivare i primi studenti dalla Siria, dalla Giordania e dalla Palestina, che si aggiunsero agli uomini d'affari e ai dipendenti delle ambasciate. Negli anni '70 nasce a Roma il Centro Culturale Islamico d'Italia (CCII), con l'appoggio e il coinvolgimento degli ambasciatori di Paesi sunniti presso l'Italia o la Santa Sede; al CCII si devono i primi progetti per la Moschea di Roma. Sempre negli anni '70 cominciano gli arrivi dei primi emigrati musulmani dalle coste del Nord Africa.
Nel 1971 si ha la costituzione della prima associazione di musulmani, l'USMI (Unione degli Studenti Musulmani d'Italia), a partire dall'Università di Perugia. 
Nel 1980 si inaugura a Catania la prima moschea italiana (dopo la dominazione araba).

### Principali paesi di provenienza
| Paese      | Musulmani in Italia |
| ---------- | ------------------- |
| Marocco    | 146.500             |
| Albania    | 80.000              |
| Tunisia    | 48.600              |
| Senegal    | 37.400              |
| Egitto     | 23.000              |
| Pakistan   | 13.500              |
| Algeria    | 13.000              |
| Bangladesh | 11.000              |
| Somalia    | 10.000              |

## Paesi Bassi
I Paesi Bassi colonizzarono nel XIX secolo l'arcipelago Indonesiano, un territorio a maggioranza musulmana. Negli anni '60 e '70, i Paesi Bassi necessitavano una forza lavoro che era assente nel territorio, e per questo cominciarono ad entrare nel paese i primi immigrati di fede islamica provenienti dall'ex colonia sud-asiatica. Successivamente, cominciò un flusso di migranti provenienti da paesi a maggioranza musulmana, in particolare da Marocco e Turchia, che oggi costituiscono la maggioranza della popolazione straniera nei Paesi Bassi. Gli islamici vanno a costituire il 6% circa della popolazione.

## Regno Unito
Prima dell'immigrazione, l'Islam non era mai approdato nel Regno Unito: i primi fedeli si ebbero proprio per via della massiccia immigrazione nel territorio proveniente dalle ex colonie britanniche, sia dall'Asia (Pakistan e Bangladesh), sia dall'Africa (Ghana, Egitto, Sudan). Il Regno Unito fu fra i primi paesi europei a ricevere immigrati, tanto che agli inizi del Novecento si sviluppò a Londra la prima e più longeva comunità nera in Europa.
Da allora il flusso di immigranti che professavano la religione musulmana, prevalentemente sunnita, cominciò ad intensificarsi. La maggior parte dei migranti musulmani proviene dall'Africa e dai Paesi asiatici quali Pakistan e Bangladesh, e, in minor parte, anche dalla Cina e dal sud-est asiatico. Altri musulmani britannici provengono da Paesi islamici dell'est Europeo o dal Medio Oriente (Turchia, Siria, Albania, Palestina, Kosovo).